# Мутарриф ібн Муса
Мутарриф ібн Муса (араб. مطرف بن موسى; д/н — 799) — валі Памплони в 788—799 роках.

## Життєпис
Походив з впливового муваладського роду Бану Касі. Син Муси I ібн Фортуна, валі Сарагоси. Зберігав вірність кордовським емірам в боротьбі з бунтівливими валі (намісниками).
У 788 (або 789) році емір Аль-Хакам I призначив Мутаррифа ібн Мусу валі Памплони, бажаючи зміцнити тут владу емірату та посилити ісламізацію гірських районів. Після загибелі батька очолив клан Бану Касі.
У 799 році за підтримки франків повсталі баски на чолі із Веласко вбили ібн Мусу. З цього почався новий етап війн Франкської держави і Кордовського емірату.